# Joshua L. Johns

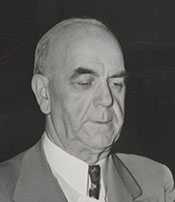
Joshua L. Johns

Joshua Leroy Johns (* 27. Februar 1881 in Eagle, Richland County, Wisconsin; † 16. März 1947 in Green Bay, Wisconsin) war ein US-amerikanischer Politiker. Zwischen 1939 und 1943 vertrat er den Bundesstaat Wisconsin im US-Repräsentantenhaus.

## Werdegang
Joshua Johns besuchte die öffentlichen Schulen seiner Heimat und arbeitete danach zwischen 1902 und 1905 im Bankgewerbe in Richland Center. Nach einem anschließenden Jurastudium an der University of Chattanooga in Tennessee sowie an der Yale University und seiner im Jahr 1906 erfolgten Zulassung als Rechtsanwalt begann er in Chattanooga in seinem neuen Beruf zu arbeiten. Seit 1910 praktizierte er in der Stadt Richland Center. Im Jahr 1920 verlegte er seinen Wohnsitz und seine Anwaltskanzlei nach Appleton. Außerdem beteiligte sich Johns an verschiedenen Wirtschaftsunternehmen. In den Jahren 1928 und 1929 war er als Oberst Mitglied der Nationalgarde seines Heimatstaates.
Politisch war Johns Mitglied der Republikanischen Partei. Bei den Kongresswahlen des Jahres 1938 wurde er im achten Wahlbezirk von Wisconsin in das US-Repräsentantenhaus in Washington, D.C. gewählt, wo er am 3. Januar 1939 die Nachfolge von George J. Schneider antrat. Nach einer Wiederwahl im Jahr 1940 konnte er bis zum 3. Januar 1943 zwei Legislaturperioden im Kongress absolvieren. Dort wurden bis 1941 weitere New-Deal-Gesetze der Bundesregierung verabschiedet. Seit Dezember 1941 war auch die Arbeit des Kongresses von den Ereignissen des Zweiten Weltkrieges geprägt.
Bei den Wahlen des Jahres 1942 unterlag Johns dem Demokraten LaVern Dilweg. Nach seinem Ausscheiden aus dem US-Repräsentantenhaus arbeitete er wieder als Rechtsanwalt. Er war außerdem Präsident einiger Firmen in der Holzbranche. Joshua Johns starb am 16. März 1947 in Green Bay.